# Sunny (manga)
Sunny – manga autorstwa Taiyō Matsumoto, publikowana na łamach magazynu „Gekkan Ikki” wydawnictwa Shōgakukan od grudnia 2010 do września 2014. Następnie została przeniesiona do czasopisma „Gekkan! Spirits”, gdzie ukazywała się od stycznia do lipca 2015.
W kwietniu 2025 ogłoszono powstanie adaptacji w formie filmu anime, za produkcję którego odpowiadać studio Dwarf Studios. Premiera zaplanowana jest na 2029 rok.

## Fabuła
Sunny to opowieść o przybranych dzieciach mieszkających w domu Star Kids, placówce będącej połączeniem domu dziecka i sierocińca. Dzieci zmagają się zarówno z codziennymi problemami dorastania, jak i z trudnościami wynikającymi z porzucenia lub osierocenia. Ich jedynym sposobem na ucieczkę od rzeczywistości jest Sunny – stary, zniszczony samochód stojący na trawniku przed domem. Sunny pozwala dzieciom wyruszać w magiczne podróże dokądkolwiek zechcą – po świecie, w kosmos, albo po prostu znaleźć schronienie przed trudami życia.

## Produkcja
Matsumoto stwierdził, że od czasu debiutu planował stworzyć mangę opartą na własnych doświadczeniach z sześcioletniego pobytu w domu dziecka, uznał jednak, że dziwnie byłoby zaczynać karierę mangaki od takiego tematu. Dodał również, że Sunny nie jest dziełem autobiograficznym, choć zawiera elementy bliskie jego własnym przeżyciom, inne zaś są w większości zmyślone. Początkowo planował uczynić ją bardziej autobiograficzną, ale nie potrafił tego odpowiednio ująć, dlatego ostatecznie manga stała się „w połowie prawdziwa, w połowie fikcyjna”. Matsumoto zdecydował się użyć dialektu Kansai w dialogach, aby nadać opowieści lżejszy ton. Wcześniejsze prace Matsumoto były krytykowane za brak postaci kobiecych, natomiast w Sunny są one bardziej widoczne, ponieważ manga opiera się na jego własnych doświadczeniach, a połowę dzieci w domu dziecka stanowiły dziewczynki. Matsumoto zdradził również, że przy rysowaniu postaci kobiecych pomagała mu jego żona.

## Manga
Seria była publikowana w czasopiśmie „Gekkan Ikki” od 25 grudnia 2010 do 25 września 2014, kiedy to magazyn zakończył swoją działalność. Później manga została przeniesiona do magazynu „Gekkan! Spirits” i ukazywała się tam od 27 stycznia do 27 lipca 2015. Wydawnictwo Shōgakukan zebrało jej rozdziały w sześciu tomach w formacie wide-ban, które były wydawane od 30 sierpnia 2011 do 30 października 2015.
| Nr | Data wydania (język japoński) | ISBN (język japoński)  |
| -- | ----------------------------- | ---------------------- |
| 1  | 30 sierpnia 2011              | ISBN 978-4-09-188557-9 |
| 2  | 29 lutego 2012                | ISBN 978-4-09-188576-0 |
| 3  | 30 stycznia 2013              | ISBN 978-4-09-188613-2 |
| 4  | 30 października 2013          | ISBN 978-4-09-188635-4 |
| 5  | 30 maja 2014                  | ISBN 978-4-09-188654-5 |
| 6  | 30 października 2015          | ISBN 978-4-09-188685-9 |

## Film anime
17 kwietnia 2025 redakcja tygodnika „Variety” podała do wiadomości, że Michael Arias wyreżyseruje film anime na bazie mangi, którego premiera planowana jest na 2029 rok. Film zostanie zanimowany przez studio Dwarf Studios i wyprodukowany przez GKIDS.

## Odbiór
Manga Sunny została wyróżniona jako jedna z prac rekomendowanych przez jury podczas 15. i 16. edycji Japan Media Arts Festival w latach 2011 i 2012, a w 2017 roku otrzymała nagrodę za doskonałość podczas 20. edycji tego festiwalu. W 2016 roku seria zdobyła 61. nagrodę Shōgakukan Manga w kategorii ogólnej, dzieląc to wyróżnienie z Umimachi Diary. Otrzymała także nagrodę dla najlepszej powieści graficznej podczas 2. edycji Cartoonist Studio Prize. W 2014 roku została nominowana do nagrody Harveya w kategorii „Najlepsze amerykańskie wydanie materiału zagranicznego”. Ponadto była nominowana do tytułu „Najlepszy komiks” podczas 42. i 44. edycji Międzynarodowego Festiwalu Komiksu w Angoulême, które odbyły się odpowiednio w 2015 i 2017 roku.